# Cebrenninus scabriculus
Cebrenninus scabriculus är en spindelart som först beskrevs av Tord Tamerlan Teodor Thorell 1890.  Cebrenninus scabriculus ingår i släktet Cebrenninus och familjen krabbspindlar. Utöver nominatformen finns också underarten C. s. sulcatus.